# بوبسون بولينج
ألفريد بوبسون باولينج (من مواليد 21 سبتمبر 1995) هو لاعب كرة قدم شبه محترف يلعب مع هارينجي بورو كلاعب خط وسط.